# Apologie van Socrates

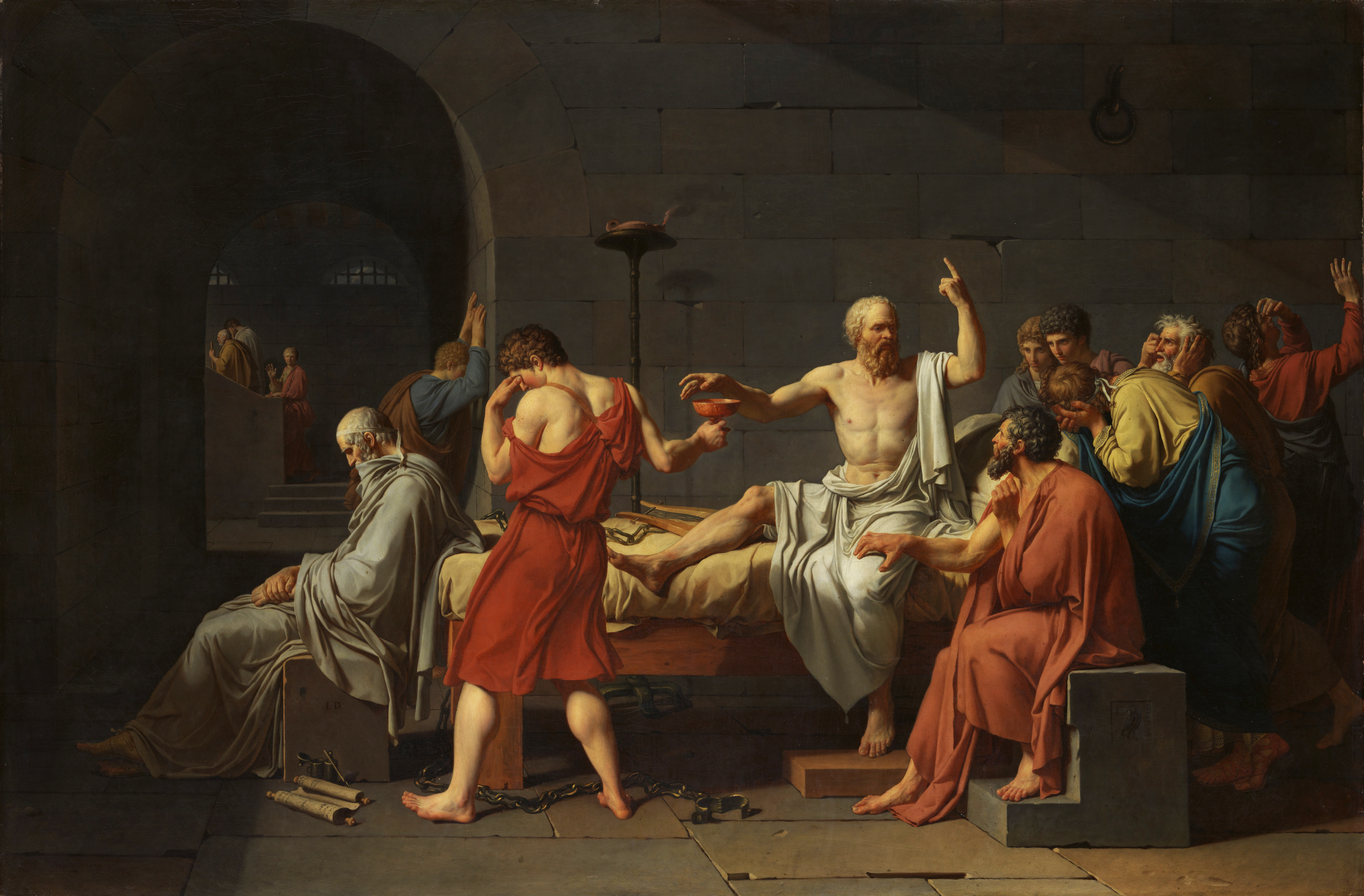
De dood van Socrates, door Jacques-Louis David; olieverf op doek, Metropolitan Museum of Art, New York

De Apologie van Socrates (Grieks: Ἀπολογία Σωκράτους: verdedigingsrede van Socrates), is een van de beroemdste werken van de Griekse filosoof Plato. Het is het enige grote werk van Plato dat niet in de voor deze auteur karakteristieke dialoogvorm is geschreven.

## Inhoud
Plato schreef zijn Apologie waarschijnlijk in de tien jaar na Socrates' dood (399 v.Chr.). Naar de uiterlijke vorm is dit de tekst van een redevoering die Socrates zou uitgesproken hebben voor een Atheense jury van 500 gezworenen, als zijn verdediging in het beroemde proces dat leidde tot zijn veroordeling. Socrates werd, in Plato's ogen onterecht, aangeklaagd op grond van "het niet eren van de goden van de stad", "het introduceren van nieuwe goden" en het "misleiden van de jeugd". De aanklagers waren drie Atheners: Meletus, Lycon en Anytus, van wie de laatste, voorvechter van de democratische partij in Athene, de meest invloedrijke was. 
Ook al vermeldt Plato tot tweemaal toe dat hij bij het proces aanwezig is geweest, toch hebben we reden om aan te nemen dat de Apologie geen woordelijk verslag bevat van wat Socrates werkelijk voor de jury heeft gezegd. Waarschijnlijk is dat ze een redelijk betrouwbaar beeld geeft van Socrates' optreden, karakter en denken, maar dat een en ander in een sterk gestileerde vorm is gegoten door Plato.

## Bedoeling
De bedoeling van het werk is drievoudig:
1. De Apologie is een verdediging van Socrates die echter de concrete situatie ver overstijgt. Zij is dan ook niet alleen gericht tot de juryleden voor wie hij zich moest rechtvaardigen, maar ook tot iedereen die belang stelt in de persoon van Socrates.
2. De Apologie biedt een  portret van Socrates en van zijn filosofische methoden en denkbeelden. Hij treedt eruit naar voren als iemand die permanent op zoek is naar Waarheid en ervan overtuigd is dat hij veruit het meest besef heeft van zijn onwetendheid.
3. Uit de vorige punten blijkt dat de Apologie ook een aansporing tot filosoferen is. Door de denkbeelden en methoden van zijn leermeester te ontvouwen wil Plato bewijzen dat Socrates de juiste manier van filosoferen hanteerde.

## Structuur
De Apologie bestaat in feite uit drie redevoeringen:
1. De eerste (17-35d) is de langste en bevat de eigenlijke verdediging. Socrates maakt een onderscheid tussen de 'vroegste' aanklagers (die hem in het verleden in een kwaad daglicht hebben gesteld) en de 'recente' aanklagers (die daadwerkelijk een aanklacht tegen hem hebben ingediend) en verdedigt zich tegen beide groepen afzonderlijk. 
 De eerste vindt hij het gevaarlijkst, omdat ze voor het merendeel anoniem zijn. Tot deze groep behoort ook Aristophanes, die in zijn de blijspel Wolken Socrates als een wereldvreemde kamergeleerde belachelijk maakt. 
Door brandhout te maken van de jonge, onervaren Meletus bewijst hij dat hij van de 'recente' aanklagers niets te vrezen heeft. 
 Socrates legt intussen uit hoe hij ertoe gekomen is de Atheners steeds weer te confronteren met hun onwetendheid, bewijst hij dat zij ongelijk hebben. Zijn levenstaak bestaat uit kritisch onderzoek van zichzelf en van anderen met als enig doel de zorg voor de ziel, opdat deze zo goed mogelijk wordt. Hij licht vervolgens toe waarom hij zich verre heeft gehouden van het politieke leven en zich geconcentreerd heeft op gesprekken met individuele mensen. Zijn 'roeping' weerhield hem ervan politiek actief te zijn. Verder is hij er stellig van overtuigd dat zijn invloed op de jeugd niet zo verderfelijk is geweest als sommigen beweren.
 [Niettemin wordt hij met een meerderheid van een dertigtal stemmen schuldig bevonden.]
2. In de tweede (35e-38b) (korte) redevoering beweert Socrates niet verontwaardigd te zijn over zijn veroordeling. Tegenover de geëiste doodstraf stelt hij zijn tegeneis. Op duidelijk ironische wijze vindt hij van zichzelf dat hij eigenlijk een weldoener is van de stad, en daarom in plaats van straf het voorrecht verdient op staatskosten dagelijks de maaltijd te mogen gebruiken. Maar om het niet al te gortig te laten lijken stelt hij ten slotte toch voor om - met steun van een paar rijke vrienden (waaronder Plato), want zelf bezit hij geen rooie duit - een geldboete te betalen. 
 [Door deze arrogante ironie verkrijgt hij dat het doodvonnis tegen hem wordt uitgesproken ...]
3. De laatste redevoering (38c-42a) wordt uitgesproken na het doodvonnis. Hierin maakt Socrates op indrukwekkende wijze duidelijk wat de dood voor hem betekent en waarom hij geen angst heeft voor het hiernamaals. Hij begint met de bewering dat zijn dood de Atheners hun goede naam zal kosten, want latere generaties zullen hén de schuld geven aan de dood van een onschuldige, oude man. Dan licht hij zijn visie op het hiernamaals toe. Als de dood één lange, droomloze slaap is, wie zou er niet veel voor over hebben om eens in zijn leven zulk een rustige, kommerloze slaap te beleven ... Maar als het hiernamaals is zoals in de mythen, welk een geluk zou het niet zijn voor hem, zich daar voor eeuwig te kunnen onderhouden met nobele helden uit het verleden, zoals met Homerus bijvoorbeeld. Ten slotte neemt hij afscheid met volgende sublieme woorden: Maar nu is het tijd dat wij vertrekken, elk zijns weegs, ik om te sterven, u om verder te leven ... Wie van ons een beter lot wacht, is voor niemand duidelijk behalve voor God ...

## Intertekstualiteit
De Apologie vormt een dramatische eenheid met de Euthyphro (Socrates op weg naar het tribunaal), de Crito (Socrates weigert te ontsnappen uit de gevangenis) en de Phaedo (Beschrijving van de laatste dag van Socrates' leven).
Xenophon schreef ook een Apologie van Socrates, zij het een stuk korter.

## Nederlandse vertalingen
- Plato, Verdediging van Socrates, vert. Cornelis Verhoeven, 1996. ISBN 9055732915
- Plato, Verzameld werk, vol. 3, Euthyfron - Apologia - Kriton, vert. Hans Warren en Mario Molegraaf, 1995. ISBN 9789035115088
- Plato, Sokrates' verdediging, vert. Gerard Koolschijn, 1991. ISBN 9789025330651
- Plato, Verdedigingsrede van Sokrates, vert. Gerard Wijdeveld, 1974 (herdrukt 1977)
- Sokrates in gesprek. Plato's Apologie, Krito, het slot van de Phaedo en Symposium, vert. D. Loenen, 1966
- Plato, "Apologie", in: Verzameld werk, vol. 1, vert. Xaveer de Win, Antwerpen, Nederlandsche Boekhandel, 1965 (herdrukt 1978, 1980 en 1999)
- Platoon, Dialogen. Symposion, Apologie, Kritoon, Phaidoon. Sokrates in leven en sterven, vert. M.A. Schwartz, 1960 (herdrukt tot 1989)
- Platoon, Verdedigingsrede van Sokrates en Kritoon, vert. A. Clerckx en R. De Pauw, 1946 (herdrukt tot 1974)
- Platoon's Verdediging van Sokrates, vert. A. Rutgers,1912 (herdrukt tot 1946)
- Plato, Verdediging van Socrates en Crito, vert. Ch.M. van Deventer, 1896 (herdrukt tot 1925)
- Plato, Verdediging van Socrates, vert. Jan ten Brink, 1801
- Plato, De Verdeediging van Socrates, vert. J. Coenraad Amman, 1709

## Andere vertalingen
- (en)  Plato, "Apology", in: J.M. Cooper en D.S. Hutchinson (eds.), Complete Works, 1997, 1838 p. ISBN 9780872203495
Grondige Engelse vertaling in één band met annotaties en toelichting